# Morgan Taylor
Frederick Morgan Taylor (Sioux City, 17 de abril de 1903 – Rochester, 16 de fevereiro de 1975) foi um velocista, barreirista e campeão olímpico norte-americano. Foi o primeiro atleta a conquistar três medalhas olímpicas – uma de ouro e duas de bronze – nos 400 m c/ barreiras e foi o porta-bandeira da delegação dos Estados Unidos no Desfile de Nações nos Jogos Olímpicos de Los Angeles de 1932.

## Carreira
Taylor ganhou a seletiva norte-americana dos 400 m c/ barreiras fazendo uma melhor marca mundial de 52.6 s, reconhecida então como recorde norte-americano mas não como recorde mundial. Em Paris 1924 ele venceu a prova fazendo o mesmo tempo, mas como derrubou uma das  barreiras, seu tempo novamente não foi reconhecido como recorde pela IAAF. Na época, a entidade não considerava oficialmente os tempos obtidos se alguma barreira fosse derrubada. Em 1925, ele ganhou seu segundo título no campeonato amador norte-americano nas 440 jardas com barreiras, prova não-olímpica, fazendo a melhor marca mundial e mais uma vez não teve o recorde reconhecido pela entidade maior do atletismo. Finalmente, a IAAF reconheceu sua marca conquistada em nova vitória na seletiva americana para Amsterdã 1928 – 52s0 – como novo recorde mundial.
Competiu em Amsterdã 1928 como favorito, sendo o recordista da prova e vindo de títulos no campeonato americano, mas ficou apenas com o bronze. Participou de sua terceira e última Olimpíada em Los Angeles 1932, onde ganhou mais uma medalha de bronze, tornando-se o primeiro a colecionar três medalhas nesta prova em Jogos Olímpicos. A final dos 400 m c/ barreiras em Los Angeles teve competindo entre si os quatro  corredores que foram os campeões olímpicos consecutivos nela: Taylor em Paris 1924, Lord David Burghley da Grã-Bretanha em Amsterdã 1928, Bob Tisdall da Irlanda em Los Angeles 1932 e Glenn Hardin, dos Estados Unidos, em Berlim 1936. E foram os quatro primeiros nestes Jogos, com Tisdall ganhando a medalha de ouro. Todos os quatro saíram com medalhas destes Jogos. Tisdall, Harding e Taylor dividiram as três medalhas dos 400 m c/ barreiras e Burghley conseguiu a prata integrando o revezamento 4x400 m britânico.
Depois de encerrar a carreira, Taylor trabalhou como vendedor de assinaturas e anúncios para o Chicago Tribune, como professor e como técnico de atletismo.